# Walter Krause (Bildhauer)
Walter Krause (* 24. April 1891 in Mühlhausen; † 9. Oktober 1967 ebenda) war ein deutscher Bildhauer.

## Leben und Werk

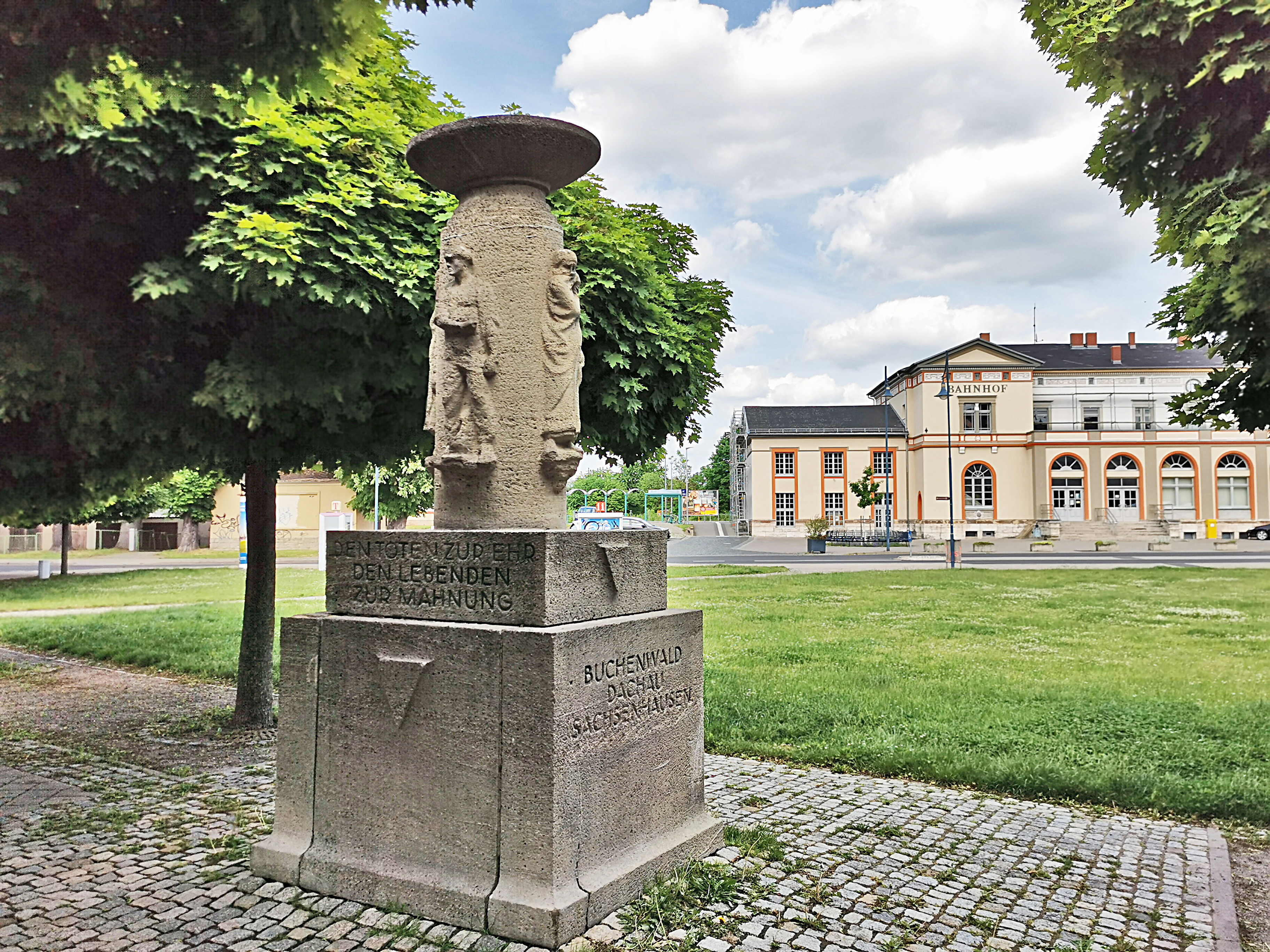
Mahnmal für die Opfer des Faschismus auf dem Bahnhofsvorplatz in Mühlhausen

Krause war der Sohn eines Lehrers. Zunächst absolvierte er eine Lehre zum Holzbildhauer. Danach studierte er ab 1913 an der Akademie der Bildenden Künste München bei Ludwig Dasio und Adolf von Hildebrand Bildhauerei. Zudem hielt er sich zu Studienzwecken in Carrara auf. Seine Studien wurden unterbrochen durch die Teilnahme als Offizier am Ersten Weltkrieg. Später setzte er sie bei dem Bildhauer Hans Sautter an der Kunstgewerbeschule in Kassel fort. Anfang der 1920er Jahre kehrte er nach Mühlhausen zurück, wo er sich 1925 ein Atelier einrichtete und als freischaffender Bildhauer arbeitete.
Neben der künstlerischen Arbeit unterrichtete Krause in den 1930er Jahren an der Gewerblichen Berufsschule in Mühlhausen und gab privaten Kunstunterricht in freien Abendklassen. Zu seinen Schülern gehörte Karl Ortelt. 1938 zog er sich weitgehend aus dem öffentlichen Leben zurück.
Krause hat im Wesentlichen regionale Bedeutung. Seine Werke sind vor allem für den öffentlichen Raum der Stadt Mühlhausen prägend. Von 1928 bis 1931 schuf er auch mehrere Skulpturen für den 1928/1929 angelegten Neuen Friedhof der Stadt, der als gartenkünstlerisch bedeutendste Friedhofsanlage Thüringens gilt. Für den von ihm um 1927 geschaffenen „Empörten Christus“ am Denkmal für die Gefallenen des Ersten Weltkriegs in der Nordkapelle von St. Petri erhielt Krause Zuspruch von Käthe Kollwitz.
Krause bevorzugte als Material für die Ausführung seiner Arbeiten das einheimische Travertin. Als letztes großes und als eines seiner bedeutsamsten Werke im öffentlichen Raum gilt Krauses 1951 eingeweihtes Denkmal für die Opfer des Faschismus auf dem Mühlhauser Bahnhofsvorplatz.
In der Zeit des Nationalsozialismus war Krause Mitglied der Reichskammer der bildenden Künste. In der DDR wurde er nicht in den Verband Bildender Künstler der DDR aufgenommen.
Krauses Nachlass, darunter Gipsformen, befindet sich im Mühlhäuser  Kulturhistorischen Museum.

## Werke (Auswahl)
- „Gänsemagd-Brunnen“ (1937; Mühlhausen, am Entenbühl)[7]
- „Eva-Brunnen“ (1928, Travertin; Mühlhausen, Neuer Friedhof)[7]
- Hygieia (Travertin; Mühlhausen, heute im Patientengarten des Hufeland-Klinikums)[8]
- Bilderfries (Mühlhausen, Brückenstraße, vormals Gebäude der Sparkasse)[8]

### Publikation
- Mühlhausen in Thüringen. Ein Heimatbuch. Urquell-Verlag Erich Röth, Mühlhausen 1924.

## Ausstellung
postum
- 2017: Mühlhausen, Kulturhistorisches Museum